# 레쓰비
레쓰비(Let's be)는 롯데칠성음료에서 판매하고 있는 커피음료다.

## 상표 의미
"우리 함께"라는 뜻의 "Let’s Be Together"에서 "Together"를 줄인 말로서 '캔커피를 마실 때에는 항상 레쓰비를 마시자'라는 뜻을 담고 있다.

## 역사
1991년 3월 롯데칠성음료는 처음에는 레쓰비 '콜롬비아', '마일드', '레귤라' 등 커피 3종을 출시하였다. 당시 1991년 식품/음료 제품별 광고비 지출 순위를 보면 마하세븐, 그랜디커피, 포카리스웨트 등에 이어 29억8천3백만 원으로 4위인 걸로 보아 광고에 힘을 많이 썼다. 1998년 3월에는 '레쓰비 헤이즐넷'을 출시하였다. 당시 출시 가격은 한 캔(175ml)당 600원이었다. 이후 레쓰비 '에머랄드 커피'도 출시되었다.
실제 레쓰비는 1991년 발매 초기부터 콜롬비아산 커피 원두를 사용하였으며 콜롬비아산 커피 원두를 사용하는 인증 마크인 후안 발데스(Juan Valdez) 마크가 새겨져 있었다. 현재는 콜롬비아산 커피 원두를 쓰지 않기 때문에 이 마크를 더 이상 사용하지 않는다.
2000년은 레쓰비 '에스프레소, '카푸치노'라는 이름의 종이팩 형태의 커피를 선보였다. 8각형 형태의 독특한 종이팩 모양과 빨대를 부착하였다. 또한 무균포장을 사용해서 안전성을 높였다. 당시 출시 가격은 한 팩(240ml)당 950원이었다. 1년 뒤에는 레쓰비를 고급화한 '레쓰비 프리미엄'도 출시하였다. 2004년에는 원두커피에 생우유 10%를 넣은 레쓰비 '모닝커피'를 출시하였으며, 1년 뒤인 2005년에는 커피믹스 '레쓰비 리치골드'를 출시하였다. 그동판 캔커피 제품만 출시하였지만 당시 처음 커피믹스 제품을 내놓았다. 2007년에는 훼미리마트가 롯데칠성음료과 손을 잡고 '레쓰비 라떼' 컵커피를 출시했다.
2008년 2월 롯데칠성은 레쓰비의 디자인을 리뉴얼하였다. 연인들의 사랑을 주제로 스토리텔링 기법을 도입한 3종을 선보였다.
- #1-잠들기 전에 자꾸 생각나는 그녀
- #2-밀어보고 밀어봐도 다시 내게로 돌아오는 그녀
- #3-그녀의 눈을 빼앗아 버린 하늘의 불꽃

2009년 3월 '레쓰비 아라비카 블렌드'가 출시되었다. 2011년 9월에는 '레쓰비 카페타임' 2종 '라떼'와 '클래식'이 출시됐다. 2012년 4월에는 파우치형 테이크아웃 아이스음료 '레쓰비 아이스커피'를 출시하였다. 당시 '실론티 아이스티'와 '솔의눈 아이스'도 같이 출시하였다.
2013년 8월에는 당시 인기 웹툰 《미생》의 이미지를 '레쓰비 카페타임' 3종(모닝커피, 라떼, 아메리카노)에 적용하였다. '모닝커피'에는 '오차장', '라떼'에는 '장그래', '아메리카노'에는 '김대리' 등과 그들의 어록이 배치되었다. 2014년 8월에는 '레쓰비 카페타임' 3종이 ‘URBAN, MODERN, SIZZLE'이라는 컨셉으로 리뉴얼됐다.
2016년 11월에는 '레쓰비 프리미어' 2종이 출시되었다. '아메리카노'와 '스위트 아미레카노' 2종류로 나뉜다. 2017년 4월에는 편의점 세븐일레븐이 캔커피 레쓰비를 활용한 '레쓰비 소보라빵'이 출시되었다. 2019년 2월에는 '레쓰비 아시아 트립'이라는 테마를 내건 '레쓰비 베트남 연유커피'와 '레쓰비 타이완 솔트커피'가 출시되었으며, 2019년 3월에는 '레쓰비 그란데라떼'가 출시되었다.

## 러시아에서의 인기
| 레쓰비 러시아 수출 실적 | 레쓰비 러시아 수출 실적 | 레쓰비 러시아 수출 실적 | 레쓰비 러시아 수출 실적 | 레쓰비 러시아 수출 실적 |
| ----------------------- | ----------------------- | ----------------------- | ----------------------- | ----------------------- |
| 년도                    |                         |                         |                         | 수출실적 (단위:만달러)  |
| 2005                    | 2005                    |                         | 15                      | 15                      |
| 2009                    | 2009                    |                         | 99                      | 99                      |
| 2010                    | 2010                    |                         | 212                     | 212                     |
| 2012                    | 2012                    |                         | 656                     | 656                     |
| 2014                    | 2014                    |                         | 692                     | 692                     |
| 자료:롯데칠성음료       |                         |                         |                         |                         |

레쓰비는 2005년부터 러시아로 첫 수출을 하였다. 롯데칠성은 레쓰비도 러시아에서 성공을 거둔 밀키스처럼 여러 가지 맛으로 내놓았다. 현재 밀키스는 러시아로 수출할 때 11가지 맛을 내놓는다. 그래서 레쓰비도 마일드, 라떼, 에스프레소, 아메리카노, 카푸치노, 초코라떼, 초키, 모카, 아라비카 등 9가지 맛으로 출시되었다. 하지만 2005년 첫 수출 당시는 판매 실적이 부진하였다.
국토의 대부분이 한대 기후와 냉대 기후인 러시아에서는 아이스커피가 인기가 없어 2010년부터 러시아 점포에 온장기를 지원해 판매 실적을 올렸다. 수출 실적을 보면 처음 수출한 해인 2005년에는 15만 달러, 2009년에는 99만 달러, 2010년 212만 달러, 2012년 656달러, 2014년은 692만 달러 등으로 상승하고 있다.

## 광고

### 1990년대
1991년 첫 런칭 때는 스타 모델없이 콜롬비아 커피농부와 당나귀를 상징하는 코스프레 모델이 등장하여 콜롬비아산 커피원두를 사용하고 있다는 것을 강조한다. 이 때 내레이션 성우는 김기현과 배한성 등이 맡았다.
2번째로는 콜롬비아 커피농부가 당나귀를 끌고 회사에 와서 레쓰비를 건네는 씬으로 나온다. 이 때 내레이션 성우는 김기현이 단독으로 맡았다.
1994년 이병헌이 등대를 배경으로 출연하였다. 또한 배우 전지현과 류시원이 출연해 버스 안을 배경으로 해서 '저 이번에 내려요'라는 유행어를 만들어내면서 당시 큰 인기를 끌었다. 1년 뒤인 1998년 배우 명세빈과 박용하가 출연해 전년도 광고와 비슷한 컨셉으로 찍었다. 마찬가지로 '저 이번에 내려요'라는 대사가 나온다. 1999년에는 배우 장혁, 박예진, 농구코치 한기범 등이 놀이동산을 배경으로 출연했다.

### 2000년대
2005년 배우 서지혜가 극장을 배경으로 출연하였다. 2006년에는 당시 《내 이름은 김삼순》과 《사랑은 기적이 필요해》에 출연한 배우 이규한이 출연했다.
2008년에는 당시 《김치 치즈 스마일》에 출연한 이현진과 유다인이 연인사이로 출연하였다. 나래이션은 가수 이문세가 하였다. 당시 이 광고는 각종 CF순위사이트에서 1위를 차지할 정도로 인기가 많았다. 유다인은 이 광고 출연 이후 주목을 끌었으며, 그 후 각종 영화와 광고에 출연하였다.

### 2010년대
2010년 배우 송중기와 백진희가 레쓰비 새 모델로 발탁되어 광고를 찍었다. 올림픽공원에서 둘이 자전거 데이트를 하는 내용이다. 2012년에는 인기 걸그룹 씨스타와 배우 이상우가 함께 출연하였다. 씨스타의 멤버 효린, 보라, 소유, 다솜 등이 피트 크루(pit crew)로 변신해 직장인을 찾아간다는 내용이다.
2014년에는 《개그콘서트》 〈렛잇비〉 팀 전원이 '레쓰비 카페타임' 모델로 발탁되었다. 2019년에는 보이 그룹 위너의 멤버 송민호와 보이 그룹 블락비의 멤버 피오가 '레쓰비 베트남 연유커피'와 '레쓰비 타이완 솔트커피' 모델로 발탁되었다.

## 같이 보기
- 롯데칠성음료
- 칸타타
- 조지아
- 보스